# Bahá'u'lláh
Mírzá Husayn-'Alí (1817. – 1892.), koji je kasnije uzeo naslov Bahá'u'lláh (بهاءالله "Slava Boga" na arapskom) bio je prorok-osnivač bahaizma.
Tvrdio da u sebi ispunjava Babovo proročanstvo o "Onom koga će Bog natjerati da se objavi", ali je u širem smislu isto tako za sebe tvrdio da je Božji Glasnik prorican u svim velikim vjerskim tradicijama. Rekao je da je njegov dan "kralj svih dana" za kim su "duše svih proroka, bogova i božjih glasnika žeđali" i da su u ovoj "najveličajnijoj Objavi, sve Providnosti prošlosti pronašle svoje najveće i konačno ostvarenje."
Bahá'u'lláh's je napisao mnoge vjerske knjige od kojih su najvažnije Kitáb-i-Aqdas i Knjiga sigurnosti. Umro je 29. svibnja 1892. u Bahjíu nedaleko grada Akra, gdje je i pokopan.

## Poveznice
- Bahá'í svetišta - UNESCO-ova svjetska baština u Izraelu

## Vanjske poveznice
- The Life of Bahá'u'lláh - A Photographic Narrative